# Laminopora bimunita
Laminopora bimunita is een mosdiertjessoort uit de familie van de Adeonidae. De wetenschappelijke naam van de soort is, als Schizoporella bimunita, voor het eerst geldig gepubliceerd in 1891 door Hincks.